# Хелмсько-Шльонське
Хелмсько-Шльонське (пол. Chełmsko Śląskie) — село в Польщі, у гміні Любавка Каменноґурського повіту Нижньосілезького воєводства.
Населення — 2175 осіб (2011).
У 1975-1998 роках село належало до Єленьоґурського воєводства.

## Демографія
Демографічна структура станом на 31 березня 2011 року:
|          | Загалом | Допрацездатний вік | Працездатний вік | Постпрацездатний вік |
| -------- | ------- | ------------------ | ---------------- | -------------------- |
| Чоловіки | 1094    | 221                | 791              | 82                   |
| Жінки    | 1081    | 208                | 633              | 240                  |
| Разом    | 2175    | 429                | 1424             | 322                  |